# Отбеливание зубов
Отбеливание зубов – стоматологическая процедура изменения оттенка зубной эмали. Отбеливание зубов относится к области косметической стоматологии и имеет ряд сторонников и противников. Сторонники отбеливания зубов считают, что современные методики позволяют достигать значительных результатов при малых рисках для здоровья. Противники же, наоборот, считают что отбеливание зубов может привести к ухудшению здоровья полости рта.

## История развития
Самые ранние упоминания об отбеливании зубов относятся к первому веку нашей эры. Римские врачеватели считали, что использование мочи в значительной мере способствует осветлению зубов.
Начиная с XIV по конец конца XVIII столетия, врачеватели славянских народов осуществляли отбеливание зубов при помощи слабого раствора азотной кислоты. Предварительно зубы обрабатывались металлическим напильником:  снимался поверхностный слой эмали. Такую технологию применяли Смоляр Н.И., Кононенко В.В.,  Безвушко Э.В.
Начиная с 1848 г. для отбеливания зубов  начали применять хлорную известь — раствора гипохлорита кальция и уксусной кислоты (активным элементом служил хлор).  Данную методику предложил Труман.
В конце XIX в. для отбеливания зубов активно начали применять хлорид алюминия, щавелевую кислоту, пирозон (перекисный эфир),  пероксид водорода, серную кислоту, натрия гипофосфат, хлорную известь и даже цианид калия.
Эффект отбеливания с помощью пероксида водорода открыл стоматолог, который назначал полоскания перекисью при пародонтите в качестве антисептика. Уже через несколько недель он заметил, что зубы у пациента стали несколько светлее
В 1918 году был открыт принцип активизации отбеливания с помощью теплового излучения, который с успехом применяется в наше время. Световое излучение высокой интенсивности вызывает быстрый подъём температуры в растворе перекиси водорода, что приводит к бурному ускорению химических процессов отбеливания зубов.
В настоящее время наиболее эффективными прямыми окислителями являются пирозон, супероксол и пероксид натрия, непрямыми — производные хлора.

## Классификация
Отбеливание зубов подразделяет:
- Домашнее — проводятся в домашних условиях. Применяются разнообразные осветляющие зубные пасты, жвачки с абразивами, специальные средства,  приготовленные дома (народные рецепты).
- Профессиональное — проводятся в стоматологических клиниках при помощи специального оборудования.
- Комбинированное — включает профессиональное начальное отбеливание в клинике и продолжение отбеливания дома, с использование индивидуальных капп с отбеливающими гелями. Комбинированная технология дает наилучшие результаты, так как позволяет не только добиться необходимого светлого оттенка зубов, но и значительно укрепить эмаль, нося домашние каппы с фторсодержащим гелем.

Профессиональное отбеливание зубов подразделяется по методу воздействия:
- Механическое – очистка эмали путём подачи на неё смеси чистящего порошка с воздухом.
- Ультразвуковое – воздействие на зубную эмаль ультразвуком. Наиболее щадящий метод, но и наиболее дорогостоящий.
- Химическое – воздействие на эмаль зуба химическими составами. Наиболее эффективный метод, но имеет  множество побочных эффектов. Применение разрешается только на абсолютно здоровых зубах.
- Лазерное – воздействие на эмаль зуба лазерным лучом. Быстрый и эффективный метод. Значительно отличается от щадящих методов и имеет большую стоимость.
- Фотоотбеливание – воздействие на эмаль зуба светом, подходит для чувствительных зубов. Применяется достаточно редко, так как требуется высокая квалификация и не всегда даёт желаемый результат – в ряде случаев придаёт неестественный оттенок.

Так же профессиональное отбеливание подразделяют по применяемым методикам (со временем появляются новые методики, имеющие свои плюсы и минусы):
- Amazing White — технология, которая использует холодный свет LED-ламп. Это позволяет избежать перегрева тканей и использовать гель с меньшим содержанием перекиси водорода. Благодаря этому отбеливание зубов Amazing White гуманнее, чем прошлые поколения методов химического отбеливания.
- Zoom 4 — одна из самых популярных технологий офисного отбеливания зубов (от англ. Office «кабинет» — в кабинете стоматолога). Отбеливание осуществляется с помощью геля, в состав которого входит перекись водорода (25%). Гель активируется диодным источником света, возможна регулировка мощности источника света в зависимости от чувствительности зубов пациента.
- Beyond — активное действующее вещество (атомарный кислород) воздействует на пигмент эмали через окислительный процесс. Реакция запускается также под воздействием света. Концентрация отбеливающего геля - 35%.
- White light — новинка китайского происхождения, не сертифицированная  во многих других странах (в том числе в России). Её единственная привлекательность — низкая цена. Система отбеливания зубов White light состоит из зубных кап, непосредственно «отбеливателя», геля с активным компонентом, «фонарика» и батареек. Применяемый гель растворяет зубной налёт, а «отбеливатель» перекрашивает эмаль на структурном уровне. Активация «фонарика» запускает химические реакции в компонентах геля.

В технологиях Amazing White, Beyond и Zoom воздействие на гель осуществляют холодным светом. Отбеливание зубов происходит, когда активное вещество вступает в реакцию с холодным светом, и выделяемый атомарный кислород проникает в зубную эмаль, обесцвечивая её. Применение отбеливания холодным светом безопаснее и гуманнее и является наиболее щадящим подходом в отбеливании зубов.
Отдельно выделяют реставрационное отбеливание зубов — это метод отбеливания, устранения сколов или щелей и других косметических проблем. Выполняется посредством «облицовки» внешней стороны зуба искусственной зубной тканью. В ряде случаев используют виниры или люминиры (утончённый аналог виниров). Такое отбеливание зубов применяется в случае, когда у пациента флюороз или «тетрациклиновые» зубы.

## Эффективность и механизм действия
Механизм действия отбеливающих средств обусловлен, в основном, двумя факторами:
- наличием пор в эмали;
- денатурацией белков, вызванной перекисью водорода.

Основным компонентом отбеливающих средств является перекись водорода.
В. Г. Атрушкевич в своей работе (1996) предлагает биохимический механизм отбеливания с участием перекиси карбамида. Автор отмечает, что перекись карбамида является комплексным соединением, составляющие которого должны выполнять определенные функции. Основными компонентами являются перекись водорода Н202 и карбамид CO(NH2)2.
Взаимодействие между ними осуществляется за счет слабых связей. Для стабилизации компонента используют водный раствор глицерина. Твердые ткани зуба окрашиваются за счёт биохимических изменений в органическом компоненте этих тканей, либо в результате образования органических или неорганических цветных соединений.
Поэтому, роль карбамида в перекисном соединении заключается в обеспечении обратимой денатурации белков и других соединений. Это может способствовать нарушению связей цветных примесей с твердыми тканями зуба и дает возможность более широкого доступа перекиси водорода, которая служит источником кислорода (Н.А. Терехина, Ю.А. Петрович, 1992), обладающего отбеливающим эффектом на цветные соединения. Степень и обратимость денатурации, а также обесцвечивание, зависят от природы соединения и концентрации мочевины. Мочевина быстро проникает через эмаль зуба, переходя в дентин и пульпу. Это показал Weinright (1958) с помощью мочевины. Перекись водорода проникает через эмаль и взаимодействует с органическим веществом дентина.
В начале происходит разрыв циклических связей сильно окрашенных соединений углерода и образование линейных молекул более светлого цвета. Продолжение отбеливания приводит к состоянию, когда в материале присутствуют только гидрофильные и бесцветные структуры. Это состояние называется точкой насыщения. Затем осветление материала резко замедляется, и продолжение процесса ведет к разрушению основной углеродной цепи протеинов и других углеродсодержащих продуктов. Потеря вещества эмали ускоряется в результате быстрого превращения материала в двуокись углерода и воду.
Эффективность отбеливания зубов зависит от многих показателей: применяемой технологии, качества зубной эмали пациента и его восприимчивости к воздействующим элементам, профессионализма стоматолога, текущего оттенка зубной эмали, причин потемнения (или эмаль может иметь изначальный оттенок с рождения). Отбелить зубы, как правило, получается как на 2, так и на 14 оттенков.  Наиболее точно сказать, на сколько оттенков возможно отбелить пациенту зубы, может только врач-стоматолог после личного приёма и изучения всех факторов.
Для того, чтобы не потерять эффект отбеливания зубов, после процедуры пациенту необходимо придерживаться ряда правил в течение 2-3 дней: не есть красящую пищу, не пить красящие напитки, воздержаться от курения и других воздействий, окрашивающих зубы. Причина этого в том, что после процедуры отбеливания эмаль сохраняет высокую восприимчивость к окрашиванию в течение 2-3 дней.